# Sarabamun (opat)
Sarabamun (imię świeckie Azar Kalid, ur. 20 lutego 1937 w Armant) – duchowny Koptyjskiego Kościoła Ortodoksyjnego, od 1977 opat monasteru św. Paisjusza.

## Życiorys
7 grudnia 1959 złożył śluby zakonne w monasterze Syryjczyków. Święcenia kapłańskie przyjął 24 lutego 1963. Sakrę biskupią otrzymał 17 czerwca 1973. W 1977 został mianowany opatem monasteru św. Paisjusza.